# بانک بین‌المللی سرمایه‌گذاری بصره
بانک بین‌المللی سرمایه‌گذاری بصره (به عربی: مصرف البصرة الدولي للاستثمار‌) یک بانک بازرگانی عراقی است که دفتر مرکزی آن در بغداد می‌باشد.
این بانک دارای ۱۲ شعبه می‌باشد که ۵تای آن در بغداد، ۴تا در بصره، ۲تا در نجف و یکی نیز در منطقه آزاد دمشق است.